# Koi wo shiranai bokutachi wa
Koi wo shiranai bokutachi wa (恋を知らない僕たちは?) è un manga shōjo scritto e disegnato da Minami Mizuno. L'opera è stata pubblicata sul Bessatsu Margaret di Shūeisha dal 13 giugno 2017 al 13 maggio 2021. 

## Personaggi
Eiji Aihara (相原 英二?)

## Manga
Il manga è stato pubblicato per la prima volta come one-shot sul secondo numero del Bessatsu Margaret di Shūeisha, a febbraio 2017, annunciando che l'opera avrebbe iniziato la serializzazione a giugno dello stesso anno, dopo la conclusione di Rainbow Days.
La serializzazione inizia sul sesto numero del Bessatsu, a giugno 2017. Ad ottobre l'opera inizia ad essere raccolta in volumi tankōbon.
Minami Mizuno annuncia la conclusione della serie sul suo account Twitter, con l'uscita del 43º capitolo il 13 maggio 2021.

### Volumi
| Nº | Data di prima pubblicazione | Data di prima pubblicazione | Data di prima pubblicazione |
| Nº | Giapponese                  | Giapponese                  |                             |
| -- | --------------------------- | --------------------------- | --------------------------- |
| 1  | 25 ottobre 2017             | ISBN 978-4-08-845840-3      |                             |
| 2  | 25 gennaio 2018             | ISBN 978-4-08-845881-6      |                             |
| 3  | 25 maggio 2018              | ISBN 978-4-08-844039-2      |                             |
| 4  | 25 settembre 2018           | ISBN 978-4-08-844097-2      |                             |
| 5  | 25 gennaio 2019             | ISBN 978-4-08-844156-6      |                             |
| 6  | 24 maggio 2019              | ISBN 978-4-08-844201-3      |                             |
| 7  | 25 settembre 2019           | ISBN 978-4-08-844246-4      |                             |
| 8  | 25 febbraio 2020            | ISBN 978-4-08-844302-7      |                             |
| 9  | 25 settembre 2020           | ISBN 978-4-08-844350-8      |                             |
| 10 | 25 febbraio 2021            | ISBN 978-4-08-844381-2      |                             |
| 11 | 24 giugno 2021              | ISBN 978-4-08-844498-7      |                             |